# Smiths Gully
Smiths Gully är en del av en befolkad plats i Australien. Den ligger i kommunen Nillumbik och delstaten Victoria, omkring 34 kilometer nordost om delstatshuvudstaden Melbourne. Antalet invånare är 391.
Runt Smiths Gully är det ganska glesbefolkat, med 34 invånare per kvadratkilometer.. Närmaste större samhälle är Mill Park, omkring 18 kilometer väster om Smiths Gully.
I omgivningarna runt Smiths Gully växer i huvudsak städsegrön lövskog. Genomsnittlig årsnederbörd är 1 244 millimeter. Den regnigaste månaden är juli, med i genomsnitt 140 mm nederbörd, och den torraste är januari, med 49 mm nederbörd.